# کنوانسیون بین‌المللی منع جنگ‌افزارهای شیمیایی
کنوانسیون بین‌المللی منع جنگ‌افزارهای شیمیایی (به انگلیسی: Chemical Weapons Convention) مهم‌ترین معاهده بین‌المللی منع تولید، انباشت و استفاده از سلاح‌های کشتار جمعی و جنگ‌افزارهای شیمیایی است که در تاریخ ۱۳ ژانویه ۱۹۹۳میلادی و چند سال پس از ژنوساید کورد های سردشت در روژهلات کوردستان به دست نیروی هوایی عراق،در پاریس و نیویورک به تصویب نمایندگان ۱۶۵ کشور عضو سازمان ملل متحد رسید و از تاریخ ۲۹ آوریل ۱۹۹۷ میلادی، لازم‌الاجرا گردید.با وجود امضای این کنوانسیون توسط دولت های جمهوری اسلامی ایران ، جمهوری بعثی سوریه و فدراسیون روسیه ، بشار اسد ، رئیس جمهور بعثی سوریه ، با همکاری قاسم سلیمانی و با کمک سپاه پاسداران انقلاب اسلامی اقدام به واردات بمب های شیمیایی و انجام عملیات های شیمیایی چون بمباران شیمیایی غوطه،حملات شیمیایی ۲۰۱۱ حماة و بمباران شیمیایی خان شیخون کرد.
ضامن اجرای کنوانسیون بین‌المللی منع جنگ‌افزارهای شیمیایی، سازمان منع سلاح‌های شیمیایی (به انگلیسی: Organisation for the Prohibition of Chemical Weapons) است که یک نهاد بین-دولتی است که در سال ١٩٩٧ میلادی و با لازم‌الاجرا شدن کنوانسیون منع تسلیحات شیمیایی، ایجاد شد. مقر این سازمان در شهر لاهه، هلند واقع شده‌است و تشکیلات آن تحت نظر دولت‌های امضاکننده کنوانسیون منع تسلیحات شیمیایی اداره می‌شود.

## امضاکنندگان
تا سپتامبر ۲۰۱۳ میلادی، ۱۹۰ کشور به کنوانسیون بین‌المللی منع جنگ‌افزارهای شیمیایی پیوسته‌اند. اما هنوز ۶ کشور عضو سازمان ملل متحد از جمله کشورهای آنگولا، برمه، مصر، اسرائیل، کره شمالی و سودان جنوبی از پیوستن به کنوانسیون بین‌المللی منع جنگ‌افزارهای شیمیایی سر باز زده‌اند.
دولت لیبی در دسامبر ۲۰۰۳ میلادی، حاضر به پیوستن به کنوانسیون بین‌المللی منع جنگ‌افزارهای شیمیایی شد. در فوریه ۲۰۱۴ میلادی، زرادخانه شیمیایی لیبی به‌طور کامل برچیده شد.
دولت سوریه پس از بحران استفاده از سلاح‌های شیمیایی در جنگ داخلی در سال ۲۰۱۳ و تهدید نظامی ایالات متحده آمریکا، مجبور به پیوستن به این کنوانسیون شد.